# (32626) 2001 RX64
2001 أر أكس 64 (ويعرف أيضًا باسم (32626) 2001 أر أكس 64 وفق تسمية الكوكب الصغير) (بالإنجليزية: 2001 RX64)‏؛ هو كويكب ضمن حزام الكويكبات.
اكتُشف هذا الجُرم الفلكي بواسطة بحث لنكولن عن الكويكبات القريبة من الأرض في 10 سبتمبر 2001، وترتيبه 32626 من حيث الاكتشاف.

## الوصف
اكتُشف 326262001RX في 10 سبتمبر 2001 في مرصد ماغدالينا ريدج، الواقع في مقاطعة سوكورو، نيومكسيكو في الولايات المتحدة، بواسطة مشروع بحث لنكولن عن الكويكبات القريبة من الأرض (بالإنجليزية: Lincoln Near-Earth Asteroid Research)‏ LINEAR. وقد رصد المشروع 1,849 مشاهدة للكويكب إلى غاية 10 نوفمبر 2021 بتوقيت منطقة المحيط الهادئ، أي في مدة قدرها 15,314 يومًا (42.0 عام). تستغرق الفترة المدارية للكويكب 1,310 يومًا (3.6 عام).

## الخصائص المدارية
يتميز مدار هذا الكويكب بنصف محور رئيسي يبلغ 2.34 وحدة فلكية، وحضيض قدره 2.2 وحدة فلكية، وانحراف قدره 0.0596 وزاوية ميلان 6.27 درجة بالنسبة لمسار الشمس. بسبب هذه الخصائص، أي نصف المحور الرئيسي بين 2 و3.2 وحدة فلكية وحضيض أكبر من 1,666 وحدة فلكية، يُصنف هذا الجُرم الفلكي وفقًا لقاعدة بيانات مختبر الدفع النفاث لأجرام النظام الشمسي الصغيرة كائنًا من حزام الكويكبات الرئيسي.

## الخصائص الفيزيائية
يُقدر القدر المطلق (H) لـ326262001RX بـ14.64 ووضاءته بـ0.393، مما يمكِّن تقدير قطره بـ 3.360كم. استُخلصت هذه النتائج بفضل ملاحظات مستكشف الأشعة تحت الحمراء عريض المجال (WISE)، وهو مرصد فضائي أمريكي وُضع في المدار في عام 2009 ويراقب السماء بأكملها بالأشعة تحت الحمراء، في عام 2011، نُشرت النتائج الأولى المتعلقة بالكويكبات من الحزام الرئيسي.

## وصلات خارجية
- (32626) 2001 RX64 في قاعدة بيانات مختبر الدفع النفاث لأجرام النظام الشمسي الصغيرة

- الاكتشاف · مخطط المدار ·  العناصر المدارية · المعلمات المادية

- (32626) 2001 RX64 على موقع ويكي سكاي: DSS2, SDSS, GALEX, IRAS, Hydrogen α, X-Ray, Astrophoto, Sky Map, Articles and images